# Fée des dents

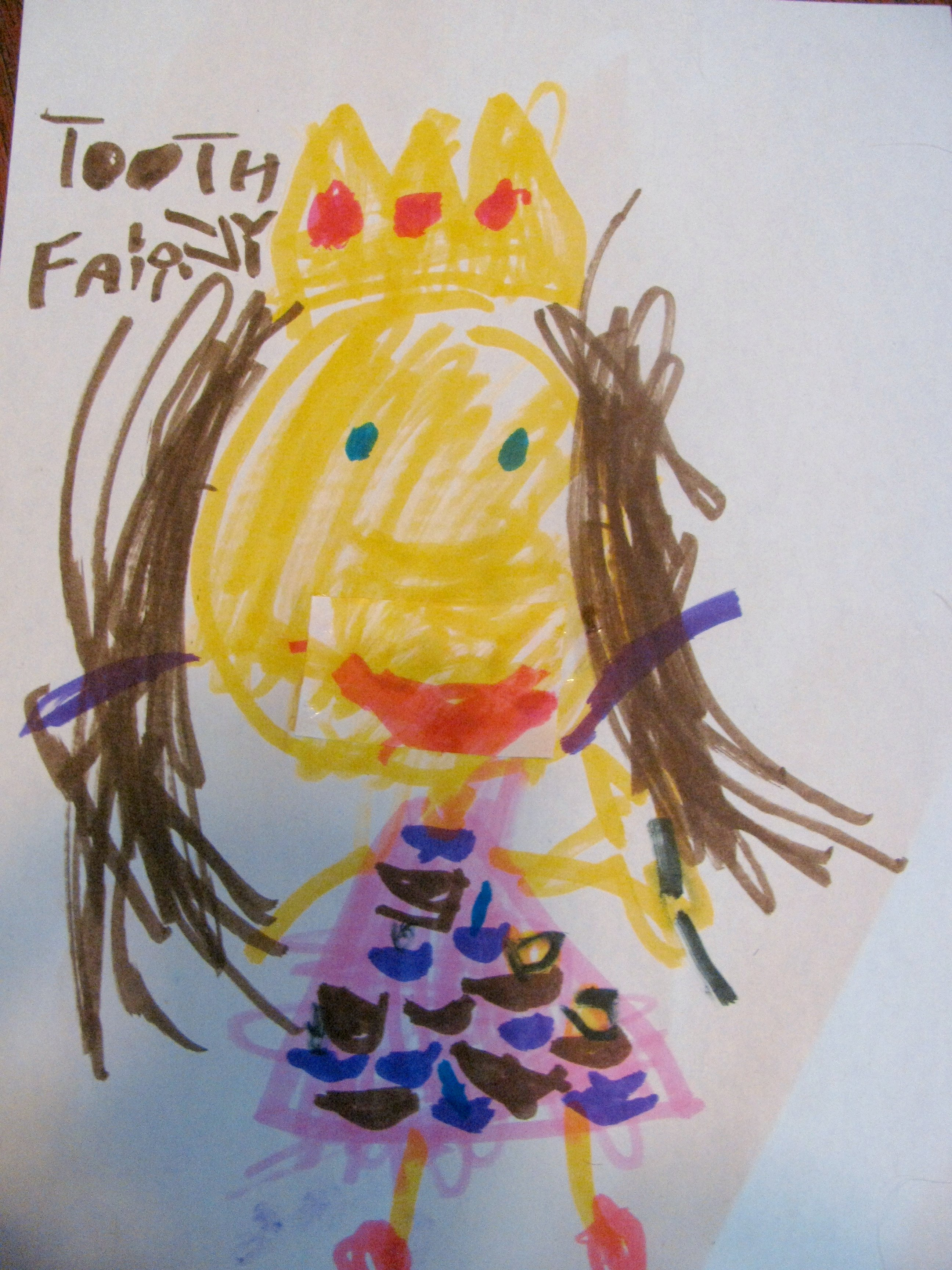
Dessin d'enfant de la fée des dents.

La fée des dents est une créature mythique qui, dans certains pays et cultures, collecte les dents de lait perdues par les enfants, et donne en échange des pièces de monnaie.

## Différences culturelles
Dans la plupart des pays francophones, elle est peu connue car c'est la petite souris qui passe. En revanche, chez les francophones du Canada, on rencontre plus souvent la fée des dents.
La fée des dents domine toutes les cultures anglophones et germaniques (Tooth fairy en anglais, Zahnfee en allemand, tannfe en norvégien).
En Italie, la fée des dents (fatina dei denti) prédomine largement bien que les deux personnages coexistent (topino pour la petite souris), et que dans certaines régions ce rôle soit dévolu à des saints catholiques : Apolline d'Alexandrie, réputée suppliciée la mâchoire brisée ou Saint Nicolas, traditionnel protecteur des enfants.